# Ekpombi
Ekpombi es una película de 23 minutos de Theodoros Angelopoulos, el único cortometraje que ha realizado y su primera obra acabada, tras dos intentos que abortaron por falta de financiación. 

## Argumento
Un grupo de periodistas del programa radiofónico Caras y ritmos deambulan por Atenas preguntando a los transeúntes por su definición del «hombre ideal». Basados en las preguntas y los resultados obtenidos empiezan a buscar a alguien que cumpla esos requisitos. Encuentran a una persona y le dicen que ha ganado un premio dado que ha sido seleccionado como el hombre ideal y que va a aparecer en un show construido alrededor de él.

## Premios
- Premio de la Crítica en el Festival de Cine de Tesalónica 1968.

- Datos: Q2888962